# David Hesser
David A. Hesser (gennaio 1884 – Manhattan, 13 febbraio 1908) è stato un pallanuotista e nuotatore statunitense.

## Carriera
Partecipò alle gare di nuoto e di pallanuoto della III Olimpiade di St. Louis del 1904 e vinse una medaglia d'oro.
Vinse, con il New York Athletic Club, nel torneo di pallanuoto, battendo in finale dai Chicago Athletic Association per 6-0. Sempre con il New York Athletic Club, prese parte anche alla gara della staffetta 4x50 iarde stile libero, dove arrivò quarto in finale.

## Palmarès

### Pallanuoto
- Oro ai Giochi olimpici di Saint Louis 1904